# Gruppo del Granatspitze
Il Gruppo del Granatspitze (in tedesco Granatspitzgruppe) è un massiccio montuoso degli Alti Tauri. Si trova in Austria (Salisburghese e Tirolo). Prende il nome dal Granatspitze.

## Classificazione

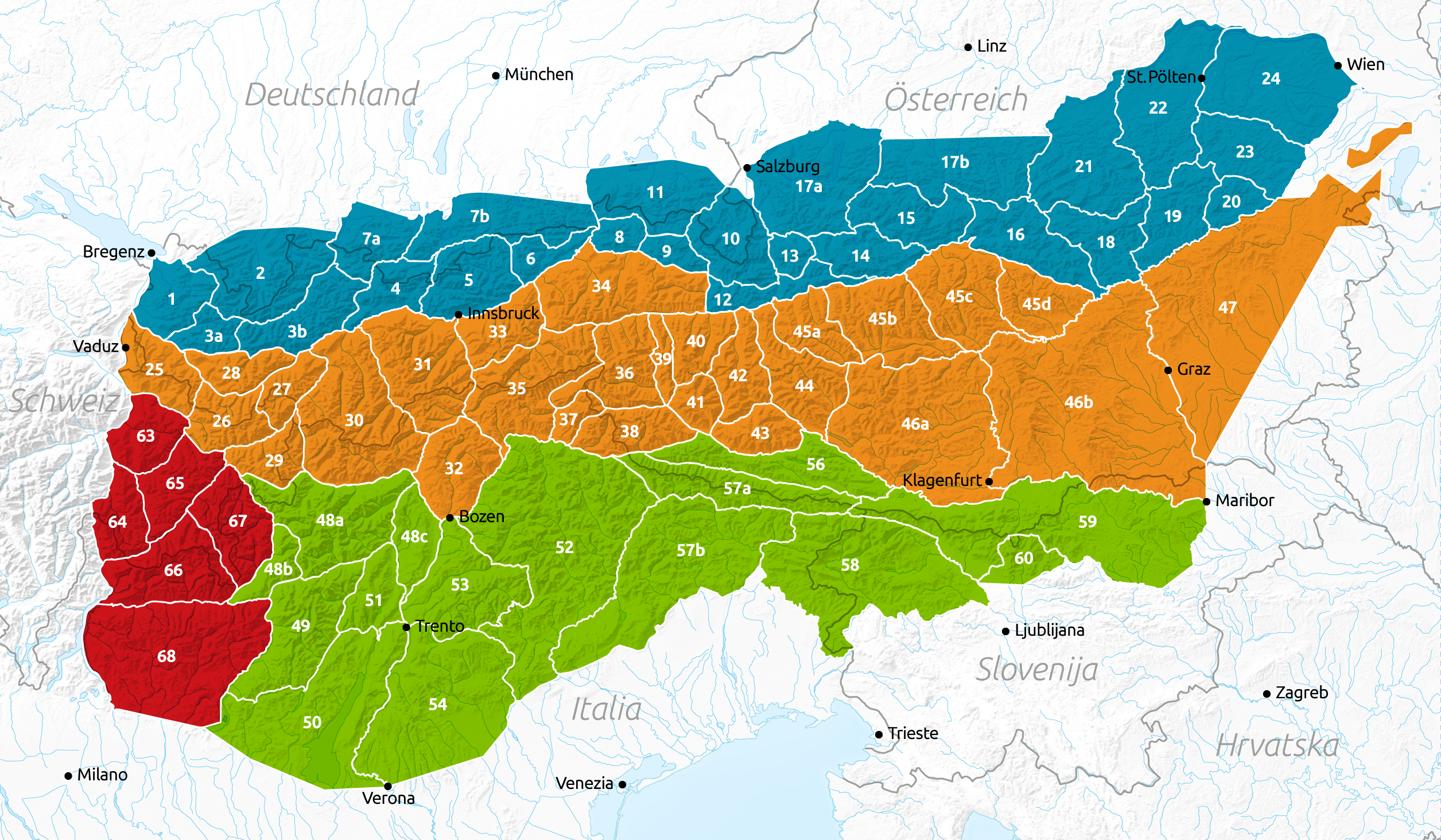
Il Gruppo del Granatspitze secondo l'AVE è individuato dal numero 39.

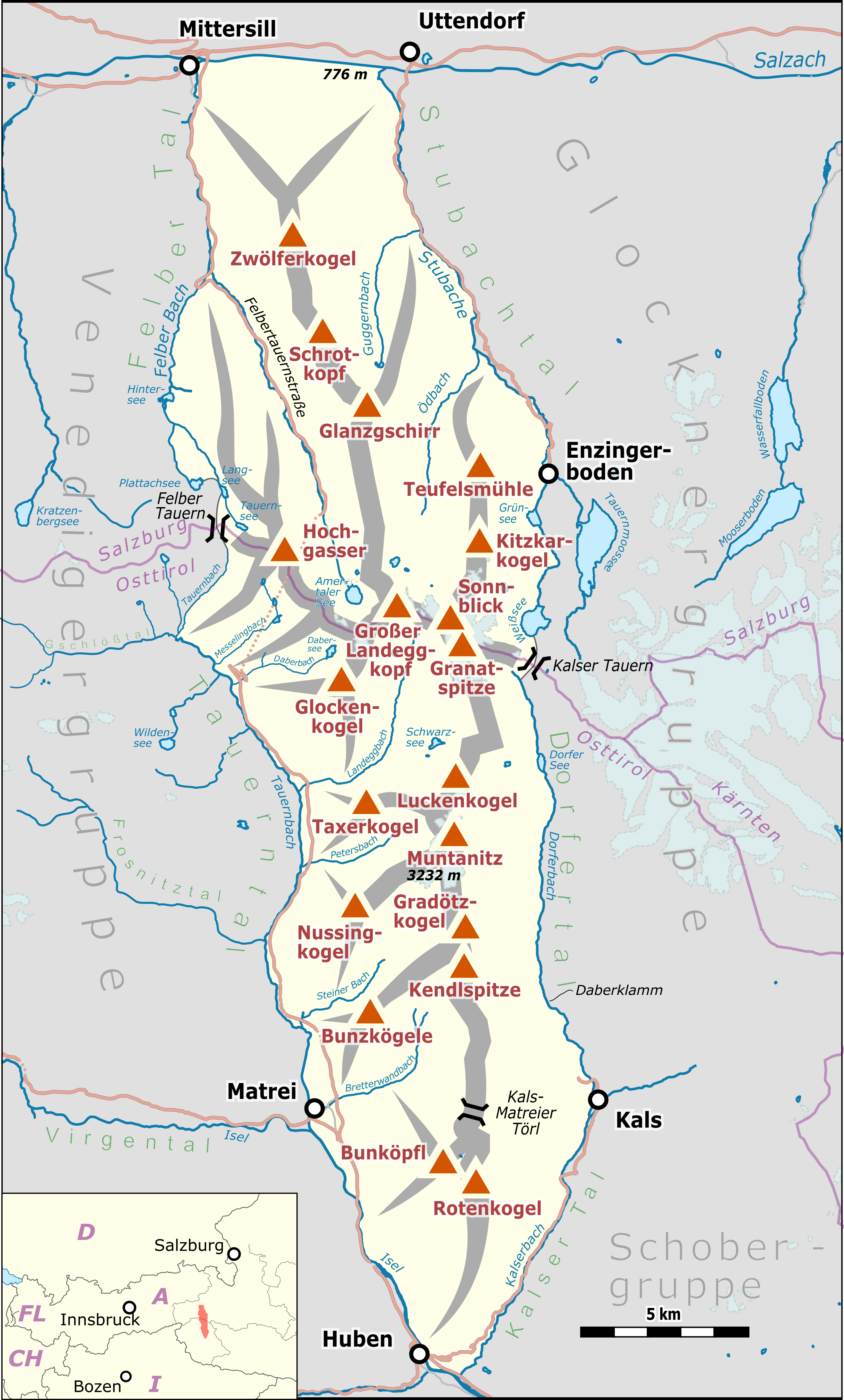
Cartina dettagliata del gruppo montuoso.

Secondo la SOIUSA il Gruppo del Granatspitze è un supergruppo alpino con la seguente classificazione:
- Grande Parte = Alpi Orientali
- Grande Settore = Alpi Centro-orientali
- Sezione = Alpi dei Tauri occidentali
- Sottosezione = Alti Tauri
- Supergruppo = Gruppo del Granatspitze
- Codice = II/A-17.II-B.

Secondo l'AVE costituiscono il gruppo n. 39 di 75 nelle Alpi Orientali.

## Suddivisione
Secondo la SOIUSA il Gruppo del Granatspitze è suddiviso in due gruppi e quattro sottogruppi:
- Gruppo Granatspitze-Sonnblick-Schrottkopf (4)
  - Catena principale del Granatspitze (4.a)
    - Costiera Hochgasser-Ammertalerhöhe (4.a/a)
    - Costiera Sillingkopf-Klockenkogel (4.a/b)
    - Costiera Granatspitze-Sonnblick (4.a/c)

  - Catena Felber-Stubacher (4.b)
    - Costiera dell'Hörndl (4.b/a)
    - Costiera dello Schrottkopf (4.b/b)
    - Costiera dell'Hochfilleck (4.b/c)
- Gruppo Muntanitz-Kendlspitze (5)
  - Costiera del Muntanitz (5.a)
  - Costiera del Gradötz (5.b)

Il Gruppo Granatspitze-Sonnblick-Schrottkopf copre la parte nord del massiccio montuoso mentre il Gruppo Muntanitz-Kendlspitze si trova a sud. I due gruppi sono separati dal Keeswinkel-scharte.

## Vette

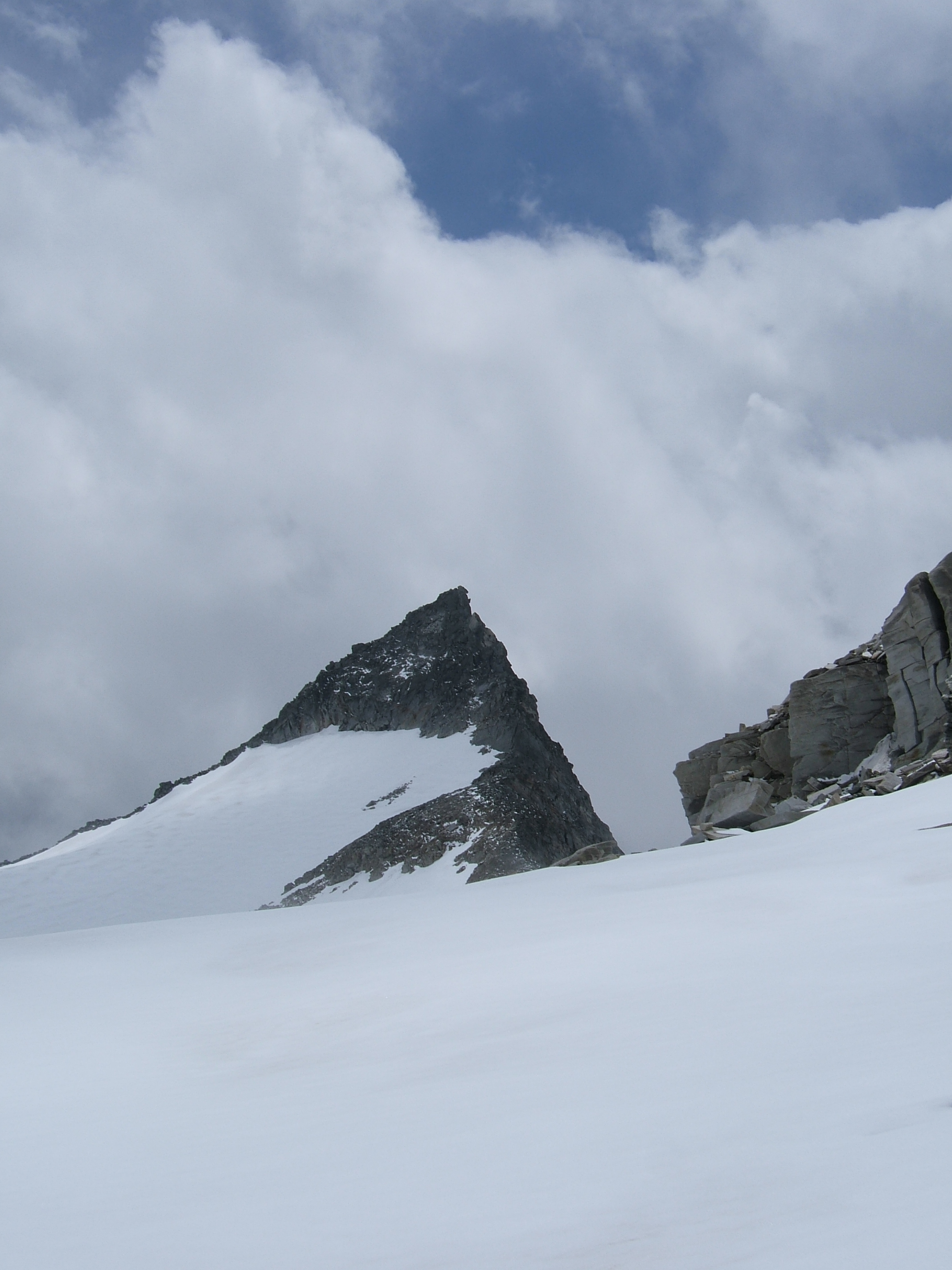
Il Granatspitze.

Le vette principali del gruppo sono:
- Muntanitz - 3.232 m
- Kleiner Muntanitz - 3.192 m
- Oberer Muntanitzpalfen - 3.170 m
- Luckenkogel - 3.100 m
- Stubacher Sonnblick - 3.088 m
- Granatspitze - 3.086 m
- Vordere Kendlspitze - 3.085 m
- Hintere Kendlspitze - 3.085 m
- Kalser Bärenkopf - 3.079 m
- Gradötz - 3.063 m
- Stellachwand - 3.060 m
- Grauer Schimme - 3.053 m
- Wellachköpfe - 3.037 m
- Äußerer Knappentröger - 3.031 m